# Tratten (Gemeinde Neukirchen)
Tratten (Schwabreit-Tratten) ist ein kleiner Ort im Oberpinzgau im Land Salzburg, und gehört zur Gemeinde Neukirchen am Großvenediger im Bezirk Zell am See.

## Geographie
Tratten liegt etwa einen Kilometer südlich von Neukirchen, auf einer Hangterrasse der rechten – südlichen, schattseitigen – Talseite des Salzachtals, etwa 50 Höhenmeter über dem Talgrund auf um die 900 m ü. A. Der Ort markiert das talauswärtige Ende des Beckens von Rosental als Talweitung, wo Obersulzbachtal und Untersulzbachtal von Süden in das Salzachtal einmünden, und gehört zur Ortschaft Sulzau. Der Ort liegt direkt oberhalb der Mündung des Untersulzbachs, am Fuß des Bergzugs, der Untersulzbachtal und Habachtal trennt (Großvenedigergruppe der Venedigergruppe).
Der Güterweg Schwabreit-Tratten führt von Neudau über die Salzachbrücke beim Tischlerhof herauf, dann liegen hintereinander die Gehöfte Tratten, Polln-Tratten (Graben), mit der Ortskapelle, und Schwabreit. Die Ortslage umfasst 8 Adressen. Bei der Brücke links liegt – unterhalb von Tratten – die Ortslage Einöd.
Oberhalb der Häuser liegen die Mähder, dann folgt den Berg hinauf der Buchwald.

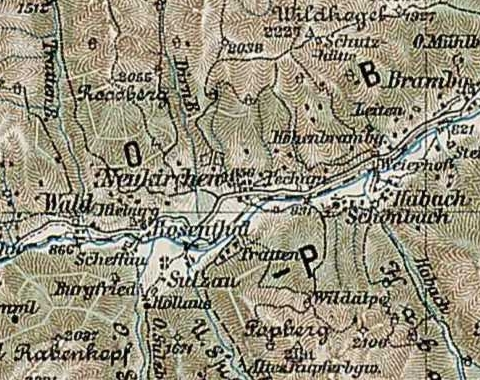
Neukirchen. Franzisco-Josephinische Landesaufnahme, Blatt 30–47 Bruneck, um 1900

Nachbarorte:
|        | Neukirchen Neudau                           |         |
| Sulzau | Kompassrose, die auf Nachbargemeinden zeigt | Ascham  |
|        | Untersulzbachtal                            | Wildalm |

## Geologie
Die Trattner Hangterrasse ist eine mächtige Wallmoräne, eine Ufermoräne (Randmoräne am Geländeprofil), die der Venedigergletscher hier hinterlassen hat. Sie bildet den Südostrand des Rosentaler Beckens, und hier über 2 Kilometer den Bergfuß. Die Wiesen oberhalb sind postglaziale Bergsturzsedimente.
Direkt im Siedlungsraum stehen aber mitten in der Moräne kleine Schollen des Venediger-Deckensystems an, mit Seidlwinkl-Formation (Dolomit/Rauhwacke der Obertrias, etwa 200 Mio. Jahre alt) und Wustkogel-Formation des Perm/Untertrias (300–250 Mio. Jahre alt) – diese Formationen sind hier Richtung Gerlos an beiden Talseiten häufiger (Zone von Gerlos), salzachabwärts erscheinen sie noch einmal bei Mühlbach (Gemeinde Bramberg), und dann als Band von Uttendorf bis ins Kaprunertal, sowie oberhalb etwas Augen-/Flasergneis des Zentralkristallins. Südlich von Tratten steht massiv Venediger-Zentralgneis an, östlich der altpaläozoische Metabasit, der für den Raum Hollersbachtal/Felbertal bestimmend ist, südwestlich am Sulzbachfall mesozoische Kalkmarmore (Hochstegen-Formation des Oberjura/„Malm“) und altpaläozoische Porphyroidphyllite (Habach-Gruppe).

## Natur und Tourismus
Über Tratten führt der Wanderweg ins Untersulzbachtal, nach wenigen hundert Metern kommt das Naturdenkmal Sulzbachfall (NDM 156).